# Greatest Hits Live (Saigon Kick)
Greatest Hits Live è un album dal vivo del gruppo musicale statunitense Saigon Kick, pubblicato nel 2000 dalla Cleopatra Records.

## Tracce
1. Intro – 2:12
2. I.C.U – 3:53
3. Fields of Rape – 4:35
4. Coming Home – 4:11
5. Suzy – 7:15
6. Water – 4:43
7. My Dog – 0:53
8. New World – 4:04
9. The V Train – 5:14
10. The Way – 6:08
11. What You Say – 3:56
12. Bodies – 3:59